# Grieks theater van Taormina

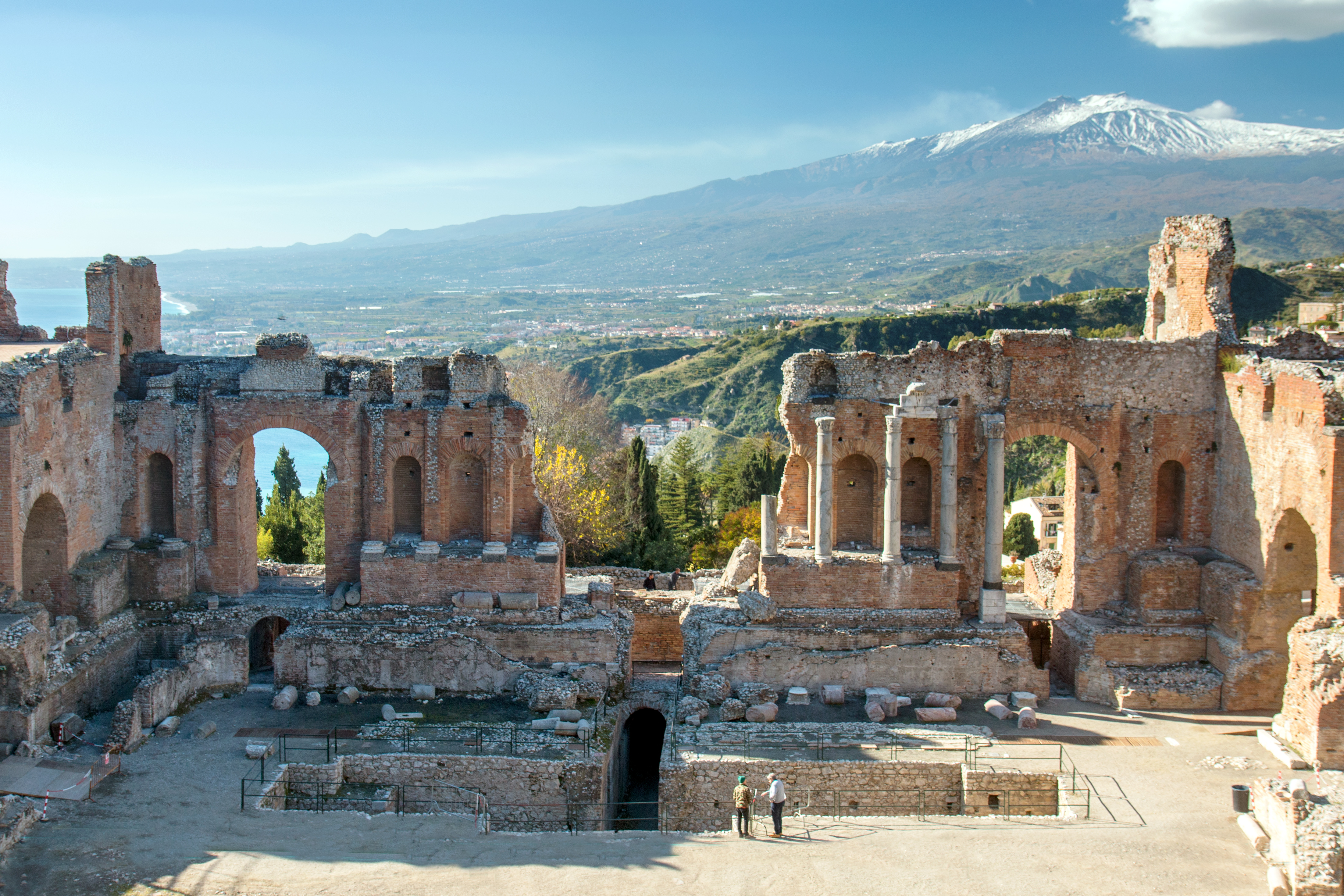
Grieks theater van Taormina, Sicilië. Zicht op de scène, en achteraan op de Etna

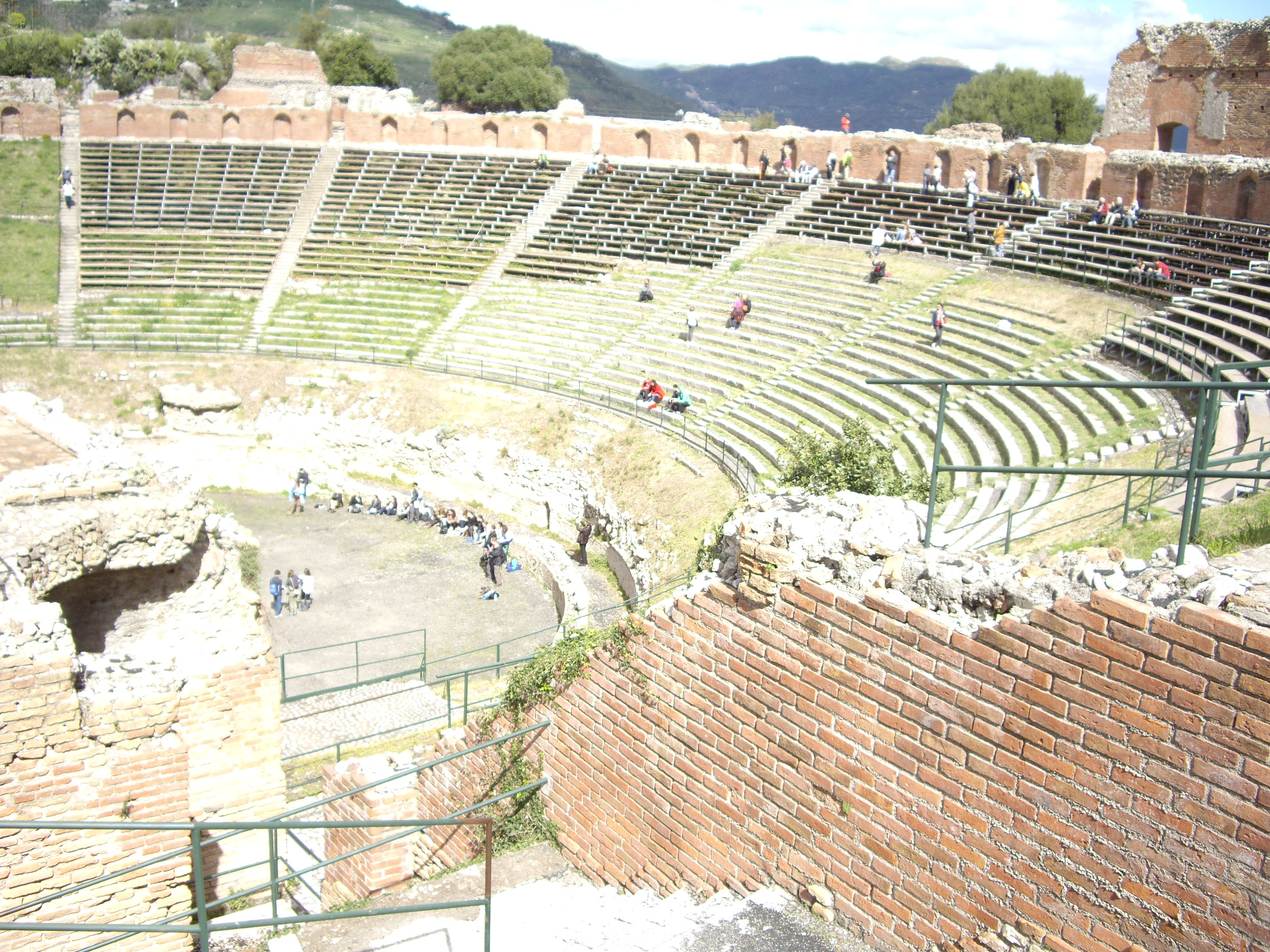
Zicht op de tribune, en rechts boven op wat nog rest van de bovenste galerij met rondgang

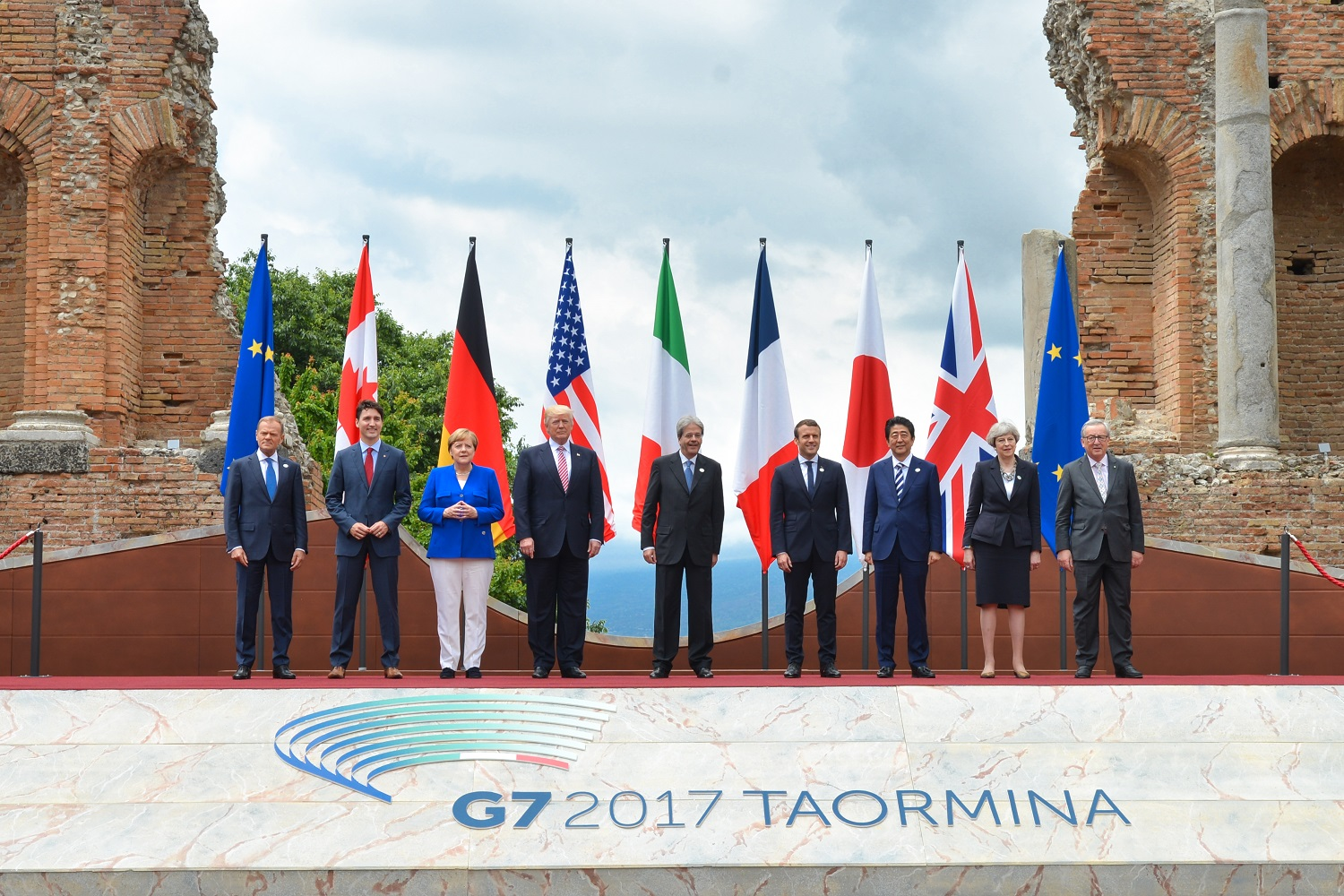
G7 in het Grieks theater (2017)

Het Grieks theater van Taormina is na deze van Syracuse het grootste antieke theater op Sicilië, Italië. Het staat in Taormina in de metropolitane stad Messina aan de oostkust van het eiland. Het wordt ook het Antiek theater genoemd omwille van de uitbouw die de Romeinen uitvoerden op de Oudgriekse versie. Het meeste wat te zien is, is Romeins. 
De organisaties Taormina Arte en Taormina Film Fest organiseren er regelmatig events.

## Geschiedenis
In de 3e eeuw v.Chr. bouwden Griekse kolonisten uit Syracuse het theater op de heuvel achter de stad Taormina. Dit was op bevel van de tiran van Syracuse. Het diende om theaterstukken op te voeren, net zoals in Syracuse. Wat de Grieken destijds bouwden, is terug te vinden onder de scène en in enkele zitplaatsen vooraan. Tevens bouwden ze bovenaan het theater een tempeltje, wat de Romeinen later afbraken.
In de 2e eeuw n.Chr. bouwden de Romeinen het theater uit tot een arena. Het toeschouwergedeelte werd in belangrijke mate vergroot. De scène werd afgewerkt met hoogbouw en twee torens. Er verrees een ingangspoort. Bovenaan de hoogste zitplaatsen is een rondgang. Na de bouwwerken was het mogelijk gladiatorenspelen uit te voeren, alsook jachtspelen met wilde dieren, de zogenaamde venationes. Na het einde van het West-Romeinse Rijk geraakte het theater in verval. Meerdere invallers vernielden het Grieks theater. 
In de loop van de 18e eeuw stond het Grieks theater op de lijst der te bezichtigen plekken tijdens de Grand tour door Italië. Gegoede jongemannen deden zulke rondreis. Op 7 mei 1787 bezocht Goethe het theater. Goethe beschreef in zijn boek Italienische Reise dat hij geen schrik had van de dampende Etna in de verte. De milde atmosfeer die in het Grieks theater hangt, toont immers de Etna zachter dan dat hij in werkelijkheid is, volgens Goethe.
In de 19e eeuw werd de scène gedeeltelijk heropgebouwd; er werden nieuwe marmeren zuilen geplaatst tussen 1835 en 1840.
In de jaren 1886-1888 gebruikte Gustav Klimt in zijn decoratie van het Burgtheater in Wenen het Grieks theater van Taormina.
In 1995 draaide Woody Allen meerdere scènes voor zijn film Mighty Aphrodite in het theater.
De Groep van Zeven vergaderde in 2017 in het Grieks Theater van Taormina.

## Beschrijving
Het theater is zuidwest georiënteerd; het is 120 m lang, 50 m breed en 20 m hoog. 
Het bestaat uit een scène, de orchestra en de tribune of cavea. De treden van de tribune zijn ingehakt in de rotsen en boden in de Romeinse Tijd plaats aan 5.400 toeschouwers. In de moderne tijd is er maximaal plaats voor 4.500 personen en dit met bijgevoegde zitbanken.
De onderste rij zitplaatsen heeft een radius van 62 m, de bovenste rij 147 m.
De Romeinse toneelscène is een gebouw met twee façaden, coulissen en nissen in de eerste façade waarin vroeger beelden stonden. Het podium is in het midden een tiental meter onderbroken door afbraak. 
Toeschouwers hadden en hebben zicht op de Ionische Zee, de Etna, de Baai van Giardini-Naxos, en bij mooi weer zicht tot Catania. 
Naast het Grieks Theater staat een antiquarium, een klein archeologisch museum. De meeste stukken die opgegraven werden, zijn niet daar te zien maar in de musea van Napels, Messina en Syracuse. In het antiquarium is een marmeren gedenksteen bewaard; deze beschrijft dat iemand uit Taormina bij de Antieke Olympische Spelen een zege in het paardenrennen behaalde.

## Enkele illustraties

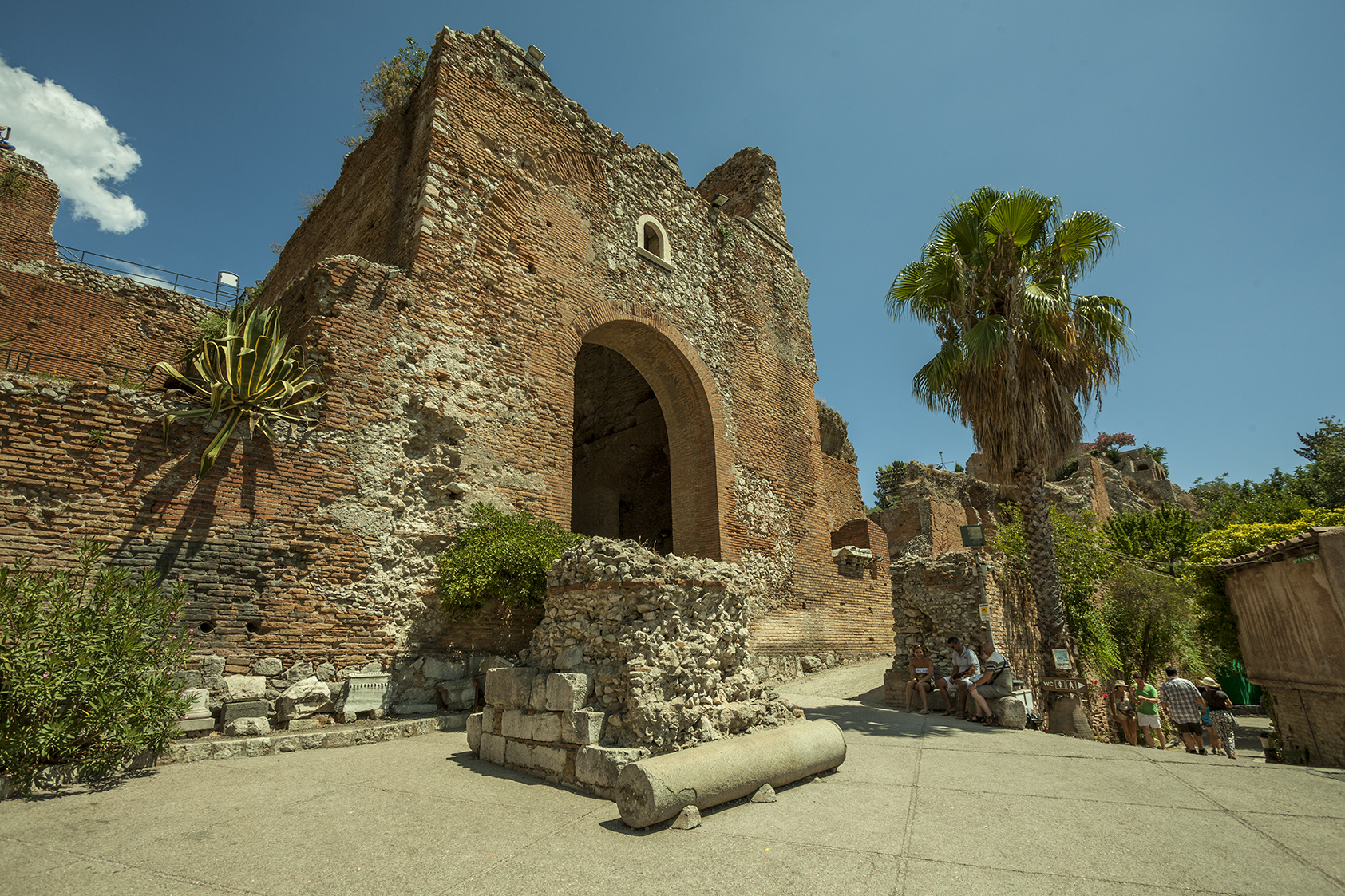
Ingangspoort
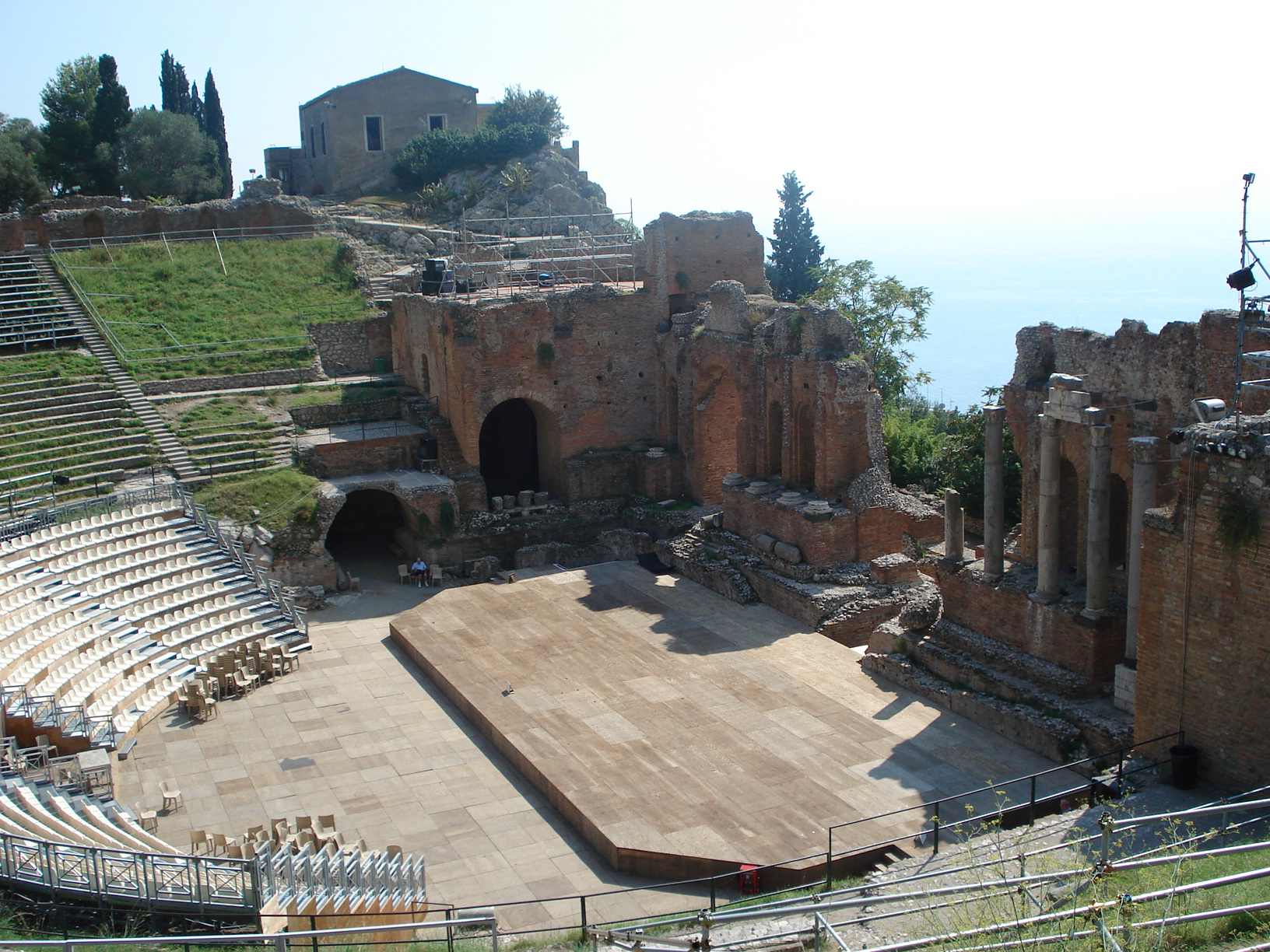
Orchestra
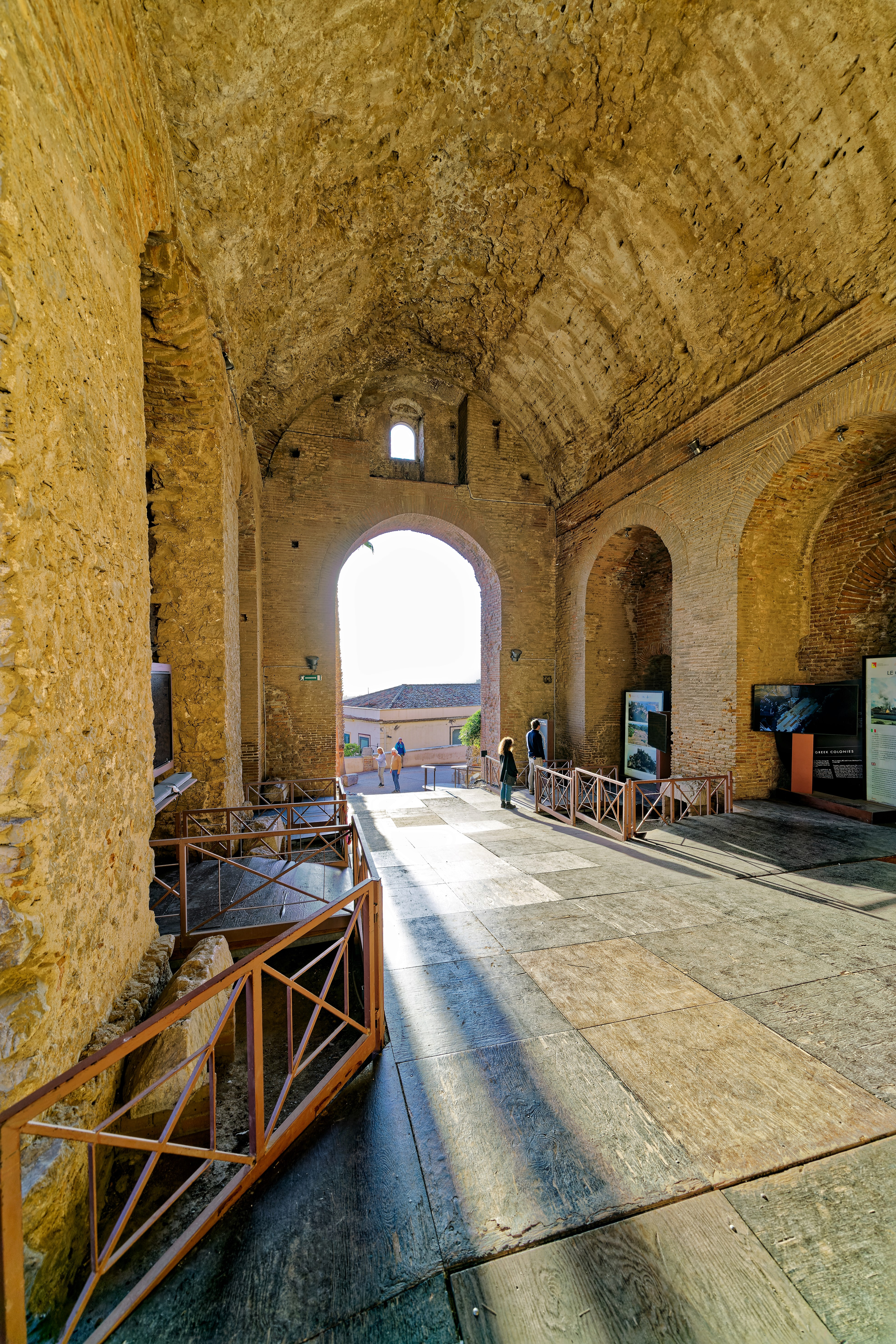
Gebouw van de scène
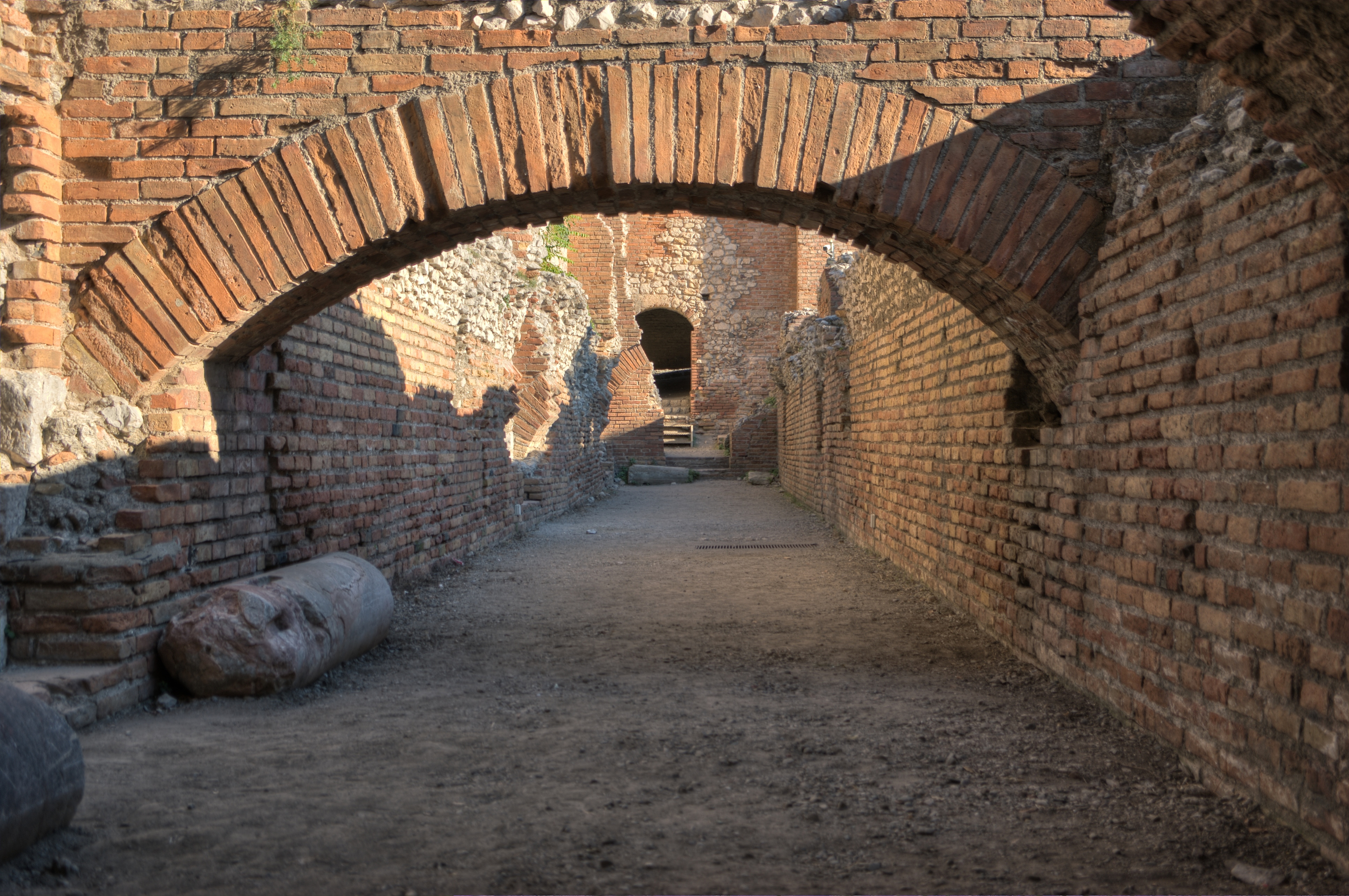
Onder de scène
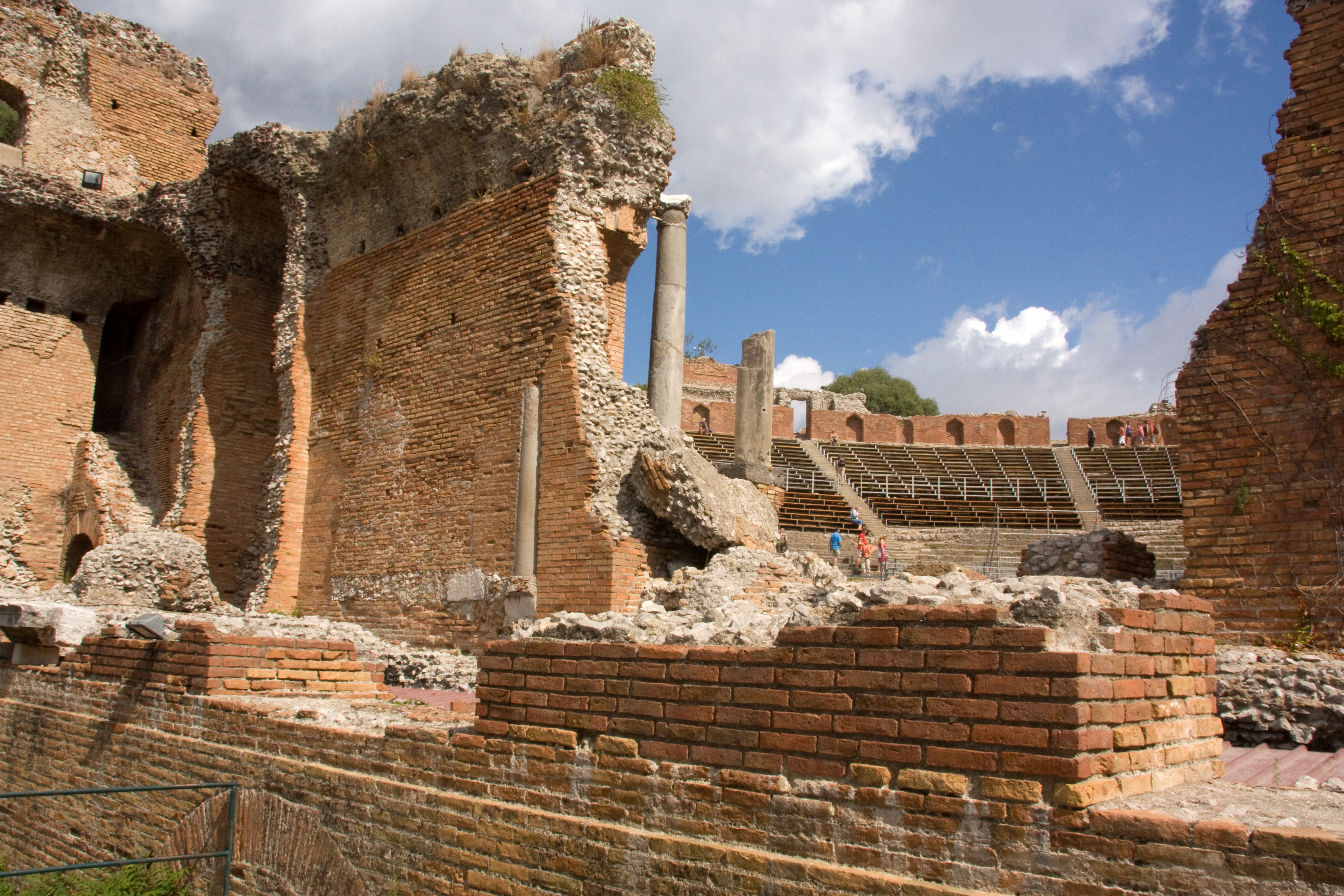
Achter de scène
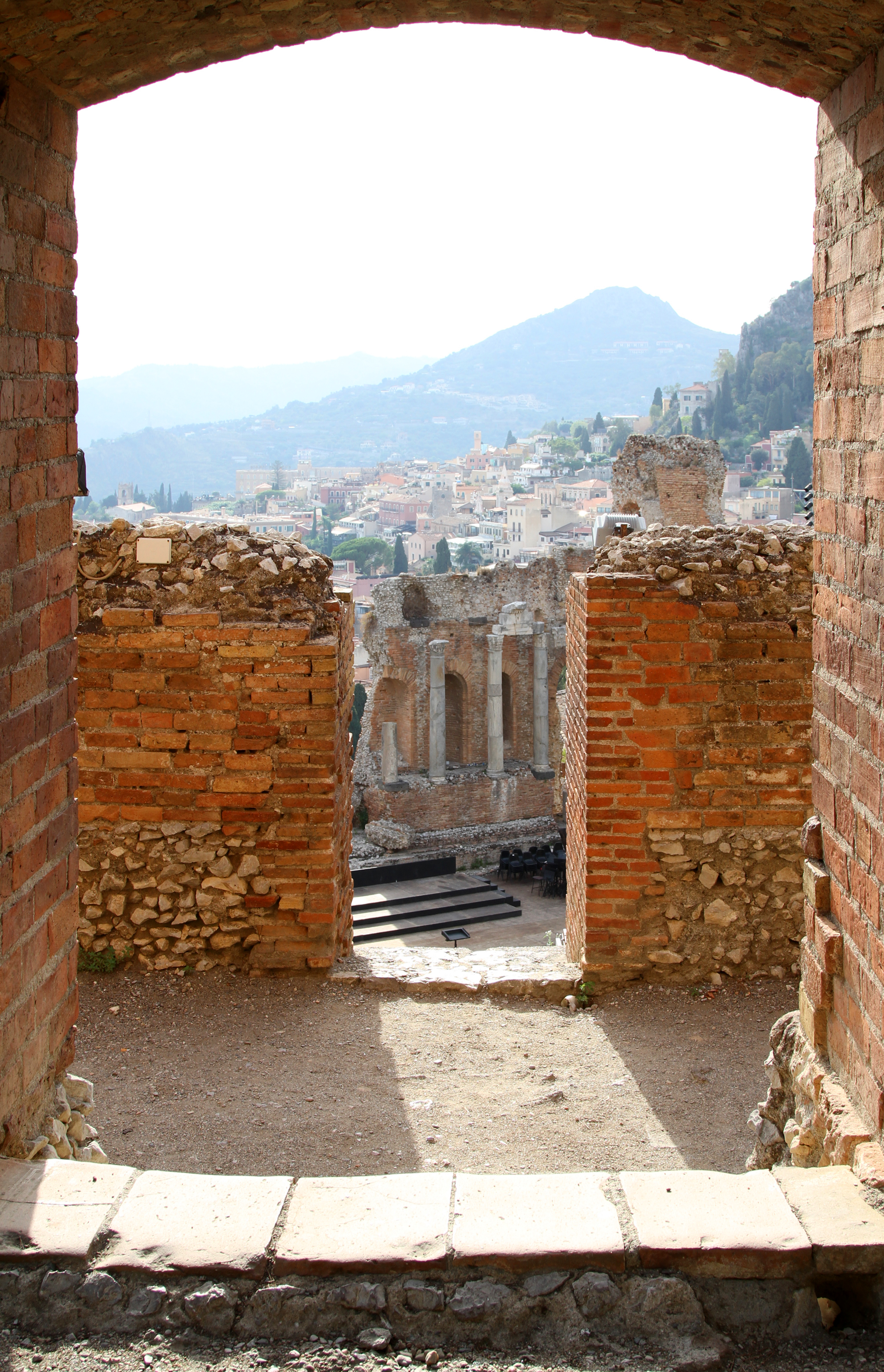
Bovenste rondgang, met zicht op de tribune